# Силиштеа (Арђеш)
Силиштеа (рум. Siliștea) насеље је у Румунији у округу Арђеш у општини Катеаска. Oпштина се налази на надморској висини од 248 m.

## Становништво
Према подацима из 2002. године у насељу је живело 533 становника, од којих су сви румунске националности.